# Ancyrocotyle bartschi
Ancyrocotyle bartschi är en plattmaskart. Ancyrocotyle bartschi ingår i släktet Ancyrocotyle och familjen Capsalidae. Inga underarter finns listade i Catalogue of Life.